# Arioald
Arioald, Arivald ou Hariwald (en lombard : Hariwald) est roi des Lombards d'Italie de 626 à 636.

## Biographie
Noble lombard arien, duc de Turin, Arioald est pourtant l'époux de la princesse catholique Gondeberge, fille du roi Agilulf et de la reine Théodelinde. Mais il évince bientôt du trône lombard son jeune beau-frère, le roi catholique Adaloald, et prend le pouvoir rétablissant ainsi l'arianisme. Selon Paul Diacre, Adaloald était devenu fou et, selon la chronique de Frédégaire, avait fait exécuter douze nobles lombards sans aucun motif. La noblesse lombarde décida de se débarrasser d'Adaloald et porta Arioald au pouvoir.
Devenu roi, il fait enfermer sa femme dans un monastère, l'accusant de comploter contre lui avec le duc de Toscane, Tasson, et organise l'assassinat de ce dernier à Ravenne, avec la complicité des Byzantins à qui il versera une forte somme d'argent pour le service rendu.
En bonne entente avec les Francs du roi Dagobert, Arioald aide ce dernier dans sa lutte contre le roi Samo, à la tête en Europe centrale d'une confédération de tribus slaves. Selon la chronique de Frédégaire, Dagobert ordonna de lever dans tout le royaume d’Austrasie une armée contre Samo ; trois troupes marchèrent alors contre eux. Les Lombards, à l’appui de Dagobert, s’avancèrent de leur côté. Les Slaves de tous les pays se préparèrent à résister. Une armée d’Alamans, commandée par le duc Chrodobert, remporta une victoire dans les lieux où elle entra. Les Lombards remportèrent aussi une victoire, et emmenèrent, ainsi que les Alamans, un grand nombre de captifs slaves. Arioald combat également les Avars et les repousse lors d'une tentative d'invasion dans le nord-est de l'Italie.

## Sources primaires
- Frédégaire, Livre de l'histoire des Francs.
- Paul Diacre, Histoire des Lombards.